# Liste des noms français de toponymes germaniques
Cette liste présente les appellations françaises de toponymes utilisés en allemand.

## A
- Adige : Etsch
- Aix-la-Chapelle : Aachen
- Allemagne : Deutschland
- Alsace : Elsass
- Amblève : Amel[1]
- Anet : Ins (Suisse)
- Angleterre : England
- Argovie : Aargau
- Arlon : Arel
- Augsbourg : Augsburg
- Autriche : Österreich

## B
- Bade : Baden
- Bade-Wurtemberg : Baden-Württemberg
- Badonviller : Badenweiler
- Bâle : Basel
- Basse-Autriche : Niederösterreich
- Basse-Saxe : Niedersachsen
- Bavière : Bayern
- Belfort : Beffert
- Bellegarde : Jaun (Canton de Fribourg)
- Berne : Bern
- Berthoud : Burgdorf
- Bienne : Biel
- Bitche : Bitsch
- Bohême : Böhmen
- Bourgogne : Burgund
- Brandebourg : Brandenburg
- Brême : Bremen
- Brigue : Brig
- Brisgau : Breisgau
- Brno : Brünn
- Bruges : Brügge
- Brunswick : Braunschweig
- Bruxelles : Brüssel, Brussel [en néerlandais]

## C
- Cambrai : Kamerich
- Carinthie : Kärnten
- Cassel : Kassel
- Castres : Blieskastel (nom français désuet)
- Cerlier : Erlach (Canton de Berne)
- Cervin : Matterhorn
- Champion : Gampelen (Canton de Berne)
- Châtelet : Gsteig bei Gstaad
- Chevrilles : Giffers (Canton de Fribourg)
- Chiètres : Kerzers (Canton de Fribourg)
- Clèves : Kleve
- Coblence : Koblenz
- Cobourg : Coburg
- Coire : Chur (Grisons)
- Cologne : Köln
- Constance : Konstanz
- Constance (lac de) : Bodensee
- Copenhague : Kopenhagen (forme allemande du danois København)
- Cormondes : Gurmels (Canton de Fribourg)
- Créhange : Kriechingen

## D
- Dabo : Dagsburg
- Dantzig : Danzig
- Danube : Donau
- Deux-Ponts : Zweibrücken
- Deux-Simmes : Zweisimmen
- Donauworth : Donauwörth
- Dresde : Dresden
- Duisbourg : Duisburg
- Dunkerque: Dünkirchen [Forme allemande du nom flamand]

## F
- Faulquemont : Falkenberg
- Flensbourg : Flensburg
- Forêt-Noire : Schwarzwald
- France : Frankreich
- Francfort-sur-le-Main : Frankfurt am Main
- Francfort-sur-l'Oder : Frankfurt an der Oder
- Franconie : Franken
- Fribourg-en-Brisgau : Freiburg im Breisgau
- Fribourg : Freiburg im Üchtland
- Frise : Friesland

## G
- Genève : Genf
- Gessenay : Saanen (Canton de Berne)
- Glaris : Glarus
- Gœttingue : Göttingen
- Granges : Grenchen (Canton de Soleure)
- Grisons : Graubünden
- Gueldre : Geldern
- Groningue : Groningen
- Guin : Düdingen (Canton de Fribourg)

## H
- Hagondange : Hagendingen
- Hambourg : Hamburg
- Hamelin : Hameln
- Hanovre : Hannover
- Haute-Autriche : Oberösterreich
- Hesse : Hessen
- Hombourg : Homburg
- Hayange : Hayingen

## I
- Iéna : Jena

## J
- Juliers : Jülich

## K
- Kreutznach : Bad Kreuznach

## L
- Lac Balaton : Plattensee
- Lac de Constance : Bodensee
- Lac des Quatre Cantons : Vierwaldstättersee
- Lac Noir : Schwarzsee (Canton de Fribourg)
- Le Cap : Kaapstad [en afrikaans]
- Liège : Lüttich
- Limbourg : Limburg
- Ljubljana : Laibach
- Loèche : Leuk
- Loèche-les-Bains : Leukerbad
- Longwy : Langich
- Lorraine : Lothringen
- Lucerne : Luzern
- Lunebourg : Lüneburg
- Lusace : Lausitz
- Luxembourg : Luxemburg

## M
- Macolin : Magglingen (Canton de Berne)
- Magdebourg : Magdeburg
- Mayence : Mainz
- Mecklembourg : Mecklenburg
- Mecklembourg-Poméranie-Occidentale : Mecklenburg-Vorpommern
- Mer Baltique : Ostsee
- Mer Noire : Schwarzes Meer
- Meuse (fleuve) : Maas
- Misnie : Meißen
- Montbéliard : Mömpelgard [Toponyme à l'origine roman !]
- Montjoie : Monschau
- Morat : Murten
- Moselle : Mosel
- Mulhouse : Mülhausen ou Mühlhausen
- Munich : München

## N
- Naumbourg : Naumburg
- Néau : Eupen (nom français désuet)
- Neuchâtel : Neuenburg
- Nuremberg : Nürnberg

## O
- Oldenbourg : Oldenburg

## P
- Palatinat : Pfalz
- Pays de Bitche : Bitscherland
- Pécs : Fünfkirchen
- La Petite-Pierre : Lützelstein
- Pirne : Pirna
- Poméranie : Pommern
- Prague : Prag
- Presbourg : Preßburg (Bratislava)
- Prusse : Preußen

## Q
- Quatre Cantons (Lac des) : Vierwaldstättersee

## R
- Ratisbonne : Regensburg
- Ravensbourg : Ravensburg
- Dirlaret : Rechthalten (Canton de Fribourg)
- Rhénanie : Rheinland
- Rhénanie-du-Nord-Westphalie : Nordrhein-Westfalen
- Rhénanie-Palatinat : Rheinland-Pfalz
- Rhin : Rhein
- Rijeka : St. Veit am Flaum (Fiume en italien) - (Croatie)
- Rour : Rur[1] [Le français prend parfois aussi le graphie néerlandaise Roer]
- Rosselle (rivière) : Rossel
- Haut Rhône : Rotten

## S
- Salquenen : Salgesch (Valais)
- Salzbourg : Salzburg
- Saint-Andréasberg : Sankt Andreasberg
- Saint-Avold: Sankt Avold
- Saint-Étienne : Sankt Stephan (canton de Berne)
- Saint-Gall : Sankt Gallen
- Saint-Hippolyte : Sankt Pölten
- Saint-Moritz : Sankt Moritz
- Saint-Pétersbourg : Sankt Petersburg
- Saint-Vith : Sankt Vith
- Sarre (rivière) : Saar
- Sarre (Land) : Saarland
- Sarrebruck : Saarbrücken
- Sarreguemines : Saargemünd
- Sarrelouis : Saarlouis
- Saulnois : Salzgau
- Saxe : Sachsen
- Saxe-Anhalt : Sachsen-Anhalt
- Sélestat : Schlettstadt
- Smalkalde : Schmalkalden
- Sierre : Siders
- Sion : Sitten
- Silésie : Schlesien
- Schaffhouse : Schaffhausen
- Slesvig : Schleswig
- Soleure : Solothurn
- Sopron : Ödenburg (Hongrie)
- Souabe : Schwaben
- Spire : Speyer
- Strasbourg : Straßburg
- Styrie : Steiermark
- Suisse : Schweiz
- Sûre (rivière) : Sauer

## T
- Tavel : Tafers (Canton de Fribourg)
- Tecklembourg : Tecklenburg
- Tinterin : Tentlingen (Canton de Fribourg)
- Thionville : Diedenhofen
- Thurgovie : Thurgau
- Thuringe : Thüringen
- Tolbiac : Zülpich
- Transylvanie  : Siebenbürgen
- Trèves : Trier
- Tubingue : Tübingen
- Tyrol : Tirol

## V
- Valais : Wallis
- Vaud : Waadt
- Vaudrevange : Wallerfangen
- Verdun : Wirten [le toponyme est roman d'origine]
- Viège : Visp
- Vienne : Wien
- Vieux-Brisach : Breisach am Rhein
- Vœlklange (Sarre) : Völklingen
- Vosges : Vogesen [Le toponyme est roman d'origine]

## W
- Westphalie : Westfalen
- Wetrange : Wehr (Werren)
- Winterthour : Winterthur
- Wolfsbourg : Wolfsburg[réf. nécessaire]
- Wurtemberg : Württemberg
- Wurtzbourg : Würzburg

## Z
- Zagreb : Agram
- Zofingue : Zofingen
- Zoug : Zug
- Zurich : Zürich